# Erika Glassen
Erika Glassen (* 2. Juni 1934 in Malchow) ist eine deutsche Orientalistin.

## Leben
Erika Glassen, geb. Wendt, studierte Kunstgeschichte in Greifswald  und in Freiburg im Breisgau und Basel Germanistik und Islamwissenschaft (Arabisch, Persisch, Türkisch). Sie wurde 1968 mit einer Arbeit zur islamischen Geschichte Persiens promoviert und arbeitete als wissenschaftliche Assistentin bei Hans Robert Roemer am Orientalischen Seminar der Freiburger Universität, wo sie 1977 auch habilitiert wurde.
Von 1981 bis 1983 war sie als Referentin am Orient-Institut der Deutschen Morgenländischen Gesellschaft in Beirut tätig und war von 1989 bis 1994 seine Direktorin. Wegen des Libanesischen Bürgerkriegs baute sie in dieser Zeit das Orient-Institut Istanbul auf, so dass sie sich auch mit der Kultur der Türkei vertraut machen konnte. Seit 1994 arbeitete sie wieder in Freiburg, wo sie 1999 in den Ruhestand ging.
Als Herausgeberin betreute sie die Reihen „Beiruter Texte und Studien“, „Bibliotheca Islamica“, zusammen mit Ulrich Haarmann, „Mitteilungen zur Sozial- und Kulturgeschichte der islamischen Welt“ und die „Arbeitsmaterialien zum Orient“.
Mit Jens Peter Laut wurde sie von der Bosch-Stiftung mit der Herausgabe der Türkischen Bibliothek betraut, in der sie zusätzlich drei Anthologien zusammenstellte und einige Vorworte schrieb.

## Schriften (Auswahl)
- Die frühen Safawiden nach Qāżī Aḥmad Qumī (= Islamkundliche Untersuchungen. 5). Schwarz, Freiburg (Breisgau) 1970 (Zugleich: Freiburg (Breisgau), Universität, Dissertation, 1968).
- Der mittlere Weg. Studien zur Religionspolitik und Religiosität der späteren Abbasiden-Zeit (= Freiburger Islamstudien. Bd. 8). Franz Steiner, Wiesbaden 1981, ISBN 3-515-03250-9, S. 69, (Zugleich: Freiburg (Breisgau), Universität, Habilitations-Schrift, 1977).